# Pfeiffer-Syndrom
Das Pfeiffer-Syndrom ist eine seltene, autosomal-dominant vererbte Krankheit. Es gehört zusammen mit dem Apert-Syndrom, dem Crouzon-Syndrom, dem Carpenter-Syndrom und dem Saethre-Chotzen-Syndrom zu den kraniofazialen Fehlbildungen.
Synonyme sind: Akrozephalosyndaktylie Syndrom, Typ V; ACS 5; Noack-Syndrom
Die Erkrankung ist nicht mit dem Kardio-kranialen Syndrom Typ Pfeiffer zu verwechseln.
Die Erstbeschreibung erfolgte im Jahre 1964 durch den deutschen Humangenetiker Rudolf Artur Pfeiffer (1931–2012).
Bereits im Jahre 1959 veröffentlichte M. Noack eine Beschreibung, allerdings als „Apert Syndrom“.

## Häufigkeit
Betroffen ist etwa eine von 100.000 Personen.

## Ursache
Verursacht wird das Syndrom durch Mutationen in den Genen FGFR-1 und FGFR-2 (fibroblast growth factor receptor 1 und 2).

## Hauptmerkmale des Pfeiffer-Syndroms
- Kurzer Schädel
- Flacher Hinterkopf
- Ausgeprägte Stirn
- Großer Augenabstand
- Unterentwickeltes Mittelgesicht
- Flache Nasenwurzel
- Tiefsitzende Ohren
- Breite, nach außen gerichtete Endglieder von Daumen und Großzehen
- Teilweise sind Zeige- und Mittelfinger und der 2. bis 4. Zeh zusammengewachsen
- Mittelglieder der Finger sind verkürzt
- Dreiecksform der Daumen- und Großzehengrundglieder (Deltaphalanx) (Röntgenbild)

## Typen
Es werden drei Typen unterschieden. Zwischen den Typen kann es klinische Übergänge geben.
Typ 1 ist das „klassische“ Pfeiffer-Syndrom. Die Betroffenen sind normal intelligent und haben eine leichte Ausprägung der Brachyzephalie, der Mittelgesichthypoplasie und der Finger- und Zehenanomalien. Die Prognose ist im Allgemeinen gut.
Typ 2 bezeichnet Patienten mit einem Kleeblattschädel, eine schwere Ausprägung der Proptose und der Anomalien an Fingern und Zehen, mit Ankylose oder Synostose der Ellenbogen. Die Betroffenen haben eine verzögerte Entwicklung und neurologische Komplikationen.
Typ 3 ist genau wie Typ 2, allerdings haben die Betroffenen keinen Kleeblattschädel.

## Diagnostik
Das Pfeiffer-Syndrom kann vorgeburtlich durch den ultrasonographischen Nachweis einer Kraniosynostose, eines Hypertelorismus mit Proptose (Hervortreten des Augapfels) und breiten Daumen erkannt werden.  Es lässt sich auch durch molekulare Analyse feststellen, wenn ein Wiederholungsrisiko besteht und die ursächliche Mutation bekannt ist. Diese Analyse ist wichtig für die Sicherung der Diagnose.

## Behandlung
Eine Behandlung, um Gesicht und Schädel zu korrigieren, ist heute in interdisziplinären Spezialzentren unter Beteiligung der Fachdisziplinen Mund-, Kiefer- und Gesichtschirurgie, Neurochirurgie und Plastische Chirurgie möglich.